# Christian Lara (labdarúgó)
Christian Rolando Lara Anangonó (Quito, 1980. április 27. –) ecuadori válogatott labdarúgó.
Az ecuadori válogatott tagjaként részt vett a 2006-os világbajnokságon és a 2002-es CONCACAF-aranykupán.

## Sikerei, díjai
El Nacional
- Ecuadori bajnok (1): 2005 Clausura

LDU Quito
- Ecuadori bajnok (2): 2007, 2010
- Copa Libertadores győztes (1): 2008
- Recopa Sudamericana győztes (2): 2009, 2010